# 吉羅河
吉羅河（Gilo River）是埃塞俄比亞西南部甘貝拉州的河流，發源自埃塞俄比亞高地，向西北流至埃塞俄比亞和蘇丹接壤處注入皮博爾河，隨後流入白尼羅河的支流索巴特河。